# Obrium mimicum
Obrium mimicum es una especie de escarabajo longicornio del género Obrium, categorizada en la tribu Obriini, de la subfamilia Cerambycinae. Fue descrita por Zubarán en 2020.

## Descripción
Mide 5,46 mm de longitud.

## Distribución
Se distribuye por Argentina.